# 特罗斯
特罗斯（法語：Trausse）是法国奥德省的一个市镇，位于该省北部，和塔恩省接壤。属于卡尔卡松区（Arrondissement de Carcassonne）。该市镇2009年时的人口为590人。

## 人口
特罗斯人口变化图示
| 数据来源：INSEE |